# 1691 en santé et médecine
| Années de la santé et de la médecine : 1688 - 1689 - 1690 - 1691 - 1692 - 1693 - 1694    |
| Décennies de la santé et de la médecine : 1660 - 1670 - 1680 - 1690 - 1700 - 1710 - 1720 |

Cet article présente les faits marquants de l'année 1691 en santé et médecine.

## Événements
- 16 juillet : le marquis de Louvois meurt d'un infarctus du myocarde avec œdème aigu du poumon[1].

## Publications
- Première édition de Adenographia curiosa et uteri foeminei anatome nova[2] d'Anton Nuck (it) publié à Leyde, avec une description du canal de Nuck (it) [3].

## Décès
- 17 janvier : Richard Lower (né en 1631), médecin et physiologiste anglais.